# Simulium nicholsoni
Simulium nicholsoni är en tvåvingeart som beskrevs av M. Josephine Mackerras 1948. Simulium nicholsoni ingår i släktet Simulium och familjen knott. Inga underarter finns listade i Catalogue of Life.